# RISC OS
RISC OS is een besturingssysteem oorspronkelijk ontwikkeld door de Britse firma Acorn voor hun Archimedescomputers. Het systeem was speciaal ontworpen voor Acorns zelf-ontwikkelde ARM-processor. De eerste versie van RISC OS verscheen in 1987 en heet Arthur. De naam RISC OS werd in 1988 in gebruik genomen bij het sterk verbeterde RISC OS 2. Het besturingssysteem is opgeslagen op 2 ROM-chips gevestigd op het moederbord, wat doorgaans resulteert in bijzonder snelle opstarttijden.
Acorn produceerde sinds eind jaren zeventig computers, waaronder de Atom, BBC Micro, de Electron, de BBC Master, de Archimedes en de Risc PC. De firma werd ontbonden in 1998, vlak voor de introductie van de nieuwe Phoebe-computer, die uitgerust zou zijn met RISC OS 4.

## Eigenschappen
RISC OS kent een aantal eigenschappen die haar tijd sterk vooruit leken te zijn en wellicht dienden ter inspiratie van soortgelijke vernieuwingen bij bekendere besturingssystemen, zoals Microsoft Windows of Apple Mac OS. Zo bezat Arthur reeds een Icon bar waarmee toegang verkregen werd tot opslagmedia zoals harde schijven en floppydisks. Daarnaast installeren alle geladen programma's hun respectief icoon op deze taakbalk onderaan het beeldscherm. Ook bevat RISC OS sinds 1990 fontweergave met hoge kwaliteit anti-aliasingtechniek. RISC OS ondersteunt sinds het begin een grote mate van slepen en neerzetten, met name opvallend bij het bewaren en uitwisselen van bestanden tussen programma's. Onder RISC OS zijn programma's opgenomen in een speciaal type map, waarvan de naam altijd begint met het '!' symbool. Het installeren van programma's op harde schijf geschiedt doorgaans door het programma-icoon te verslepen vanaf zipbestand of schijfweergavevenster naar de gewenste locatie. Het verwijderen van een bestand of programma gebeurt door het selecteren van de optie 'Verwijderen' in een bestandsmenu. Een installatie of verwijderingsprogramma is derhalve een zeldzaam fenomeen bij RISC OS-gebruik. Tevens een zeldzame voorkoming bij andere besturingssystemen is dat RISC OS toestaat dat de gebruiker vensters bedient of manipuleert zonder dat deze op de voorgrond behoeven te staan. Zodoende is het mogelijk dat een gebruiker bijvoorbeeld tekst invoert in een programmavenster, terwijl dit zich tussen of achter andere vensters bevindt. Menu's onder RISC OS zijn altijd contextueel van aard en bezitten bovenaan een titelbalk waarmee ze verplaatst kunnen worden. Net als bij andere systemen kunnen deze submenu's bevatten, maar onder RISC OS behoeft een menu zich niet noodzakelijkerwijs direct te sluiten nadat een keuze geselecteerd is.

## Na Acorn
De firma RISCOS Ltd neemt in 1999 de ontwikkeling van RISC OS voor desktop-computers over. Tot haar opheffing in 2013 heeft zij diverse 4.xx en 6.xx versies van RISC OS geschreven en verkocht. De verkoop is overgenomen door 3QD Developments, de producent van de Risc PC emulator, VirtualRPC.  
Als Acorn Ltd. wordt opgesplitst komen de IE rechten van RISC OS terecht bij Pace. Pace gebruikt NCOS, een op RISC OS gebaseerd besturingssysteem, voor settopboxen. Deze broncode wordt, vanaf eind 2002,  gebruikt door de firma Castle Technology voor de ontwikkeling van RISC OS 5, een aparte lijn van het besturingssysteem voor de Iyonix-computer. In juli 2003 kondigde Castle aan de IE rechten van RISC OS te hebben aangeschaft. Via de nieuw opgezette firma RISC OS Open Ltd, oftewel ROOL, geeft Castle de broncode van RISC OS 5 open voor het publiek onder een sharedsourcelicentie. Vanaf 1 oktober 2008 wordt de Iyonix-computer niet meer gemaakt. De ontwikkeling van RISC OS 5 is overgenomen door RISC OS Open. RISC OS Open ontwikkelt daarnaast RISC OS 5-versies voor Risc PC, computers met een Texas Instruments OMAP3530 (ARM Cortex-A8) zoals BeagleBoard, OMAP4430 of OMAP4460 (ARM Cortex-A9) zoals PandaBoard, Broadcom BCM2835 zoals Raspberry Pi en de diverse emulaties. Er wordt gewerkt aan een versie voor computers met een Freescale i.MX6.

## Versies
| Datum       | Versie              | Toelichting                                                 | Acorn | RISCOS Ltd | Castle RISC OS Open | 26 bit | 32 bit |
| ----------- | ------------------- | ----------------------------------------------------------- | ----- | ---------- | ------------------- | ------ | ------ |
| 1987        | Arthur              | Volledig in BBC BASIC geprogrammeerd                        | Ja    |            |                     | Ja     |        |
| 1989        | RISC OS 2           | 512 kilobyte, volledig herschreven                          | Ja    |            |                     | Ja     |        |
|             | RISC OS 2.01        | Ondersteuning ARM-3-processor en RISC iX                    | Ja    |            |                     | Ja     |        |
| 1992        | RISC OS 3           | 2 megabyte, betere multitasking                             | Ja    |            |                     | Ja     |        |
|             | RISC OS 3.11/3.19   | Laatste Archimedesversie                                    | Ja    |            |                     | Ja     |        |
| 1994        | RISC OS 3.5         | Eerste Risc PC-versie                                       | Ja    |            |                     | Ja     |        |
| 1995        | RISC OS 3.6         | 4 megabyte, betere netwerkondersteuning                     | Ja    |            |                     | Ja     |        |
| 1996        | RISC OS 3.7         | Ondersteuning StrongARM, diverse optimalisaties             | Ja    |            |                     | Ja     |        |
| 1998        | RISC OS 3.8         | Beta versie voor Phoebe / Risc PC 2                         | Ja    |            |                     | Ja     |        |
| 1999        | RISC OS 4.02        | Sterk verbeterde opvolger van RISC OS 3                     |       | Ja         |                     | Ja     |        |
| 1999 - 2003 | RISC OS 4.03 - 4.05 | Versies voor specifieke hardware                            |       | Ja         |                     | Ja     |        |
| 1999 - 2001 | RISC OS 4.1x - 4.2x | Select 1, Allerlei vernieuwingen                            |       | Ja         |                     | Ja     |        |
| 2002        | RISC OS 4.3x        | Select 2 & 3,Vele verbeteringen aan gebruikersinterface     |       | Ja         |                     | Ja     |        |
|             | RISC OS 5           | Volledig nieuwe 32 bits-versie voor Iyonix PC               |       |            | Ja                  |        | Ja     |
| 2004        | RISC OS 4.39        | Adjust, Vervanging ROM-chip                                 |       | Ja         |                     | Ja     |        |
| 2005        | RISC OS 5.10        | Verbeterde ondersteuning Iyonix-hardware                    |       |            | Ja                  |        | Ja     |
| 2006        | RISC OS 4.42        | Versie voor de A9home-computer                              |       | Ja         |                     |        | Ja     |
| 2007        | RISC OS 6           | Drastisch vernieuwde versie met 26/32 bit-neutrale broncode |       | Ja         |                     | Ja     | ( Ja)  |
| 2012        | RISC OS 5.18        | Ondersteuning BeagleBoard                                   |       |            | Ja                  |        | Ja     |
| 2013        | RISC OS 5.20        | Ondersteuning Risc PC, A7000(+)                             |       |            | Ja                  |        | Ja     |
| 2018        | RISC OS 5.26        | Open source                                                 |       |            | Ja                  |        | Ja     |

De eerste ARM-processoren hadden een 26 bit-geheugenbeheer, de latere een mogelijkheid tot 26 of 32 bit-geheugenbeheer en de nieuwste alleen 32 bit-geheugenbeheer. Voor de nieuwste RISC OS-machines, de Iyonix en de A9, moest dus een nieuwe versie van RISC OS geschreven worden die het 32 bit-geheugenbeheer ondersteunt.

## Hardware
| Machine                                                                         | Uitgebracht        | Acorn versie  | Acorn versie  | RISCOS Ltd versie | RISCOS Ltd versie | Castle Technology / RISC OS Open versie | Castle Technology / RISC OS Open versie |
| Machine                                                                         | Uitgebracht        | Eerste        | Laatste       | Eerste            | Laatste           | Eerste                                  | Recentste                               |
| ------------------------------------------------------------------------------- | ------------------ | ------------- | ------------- | ----------------- | ----------------- | --------------------------------------- | --------------------------------------- |
| ARM met een 26 bit programmateller                                              |                    |               |               |                   |                   |                                         |                                         |
| Acorn Archimedes                                                                | 1987 - 1992        | 0.20          | 3.1x          | n.v.t.            | n.v.t.            | n.v.t.                                  | n.v.t.                                  |
| ARM met een 26 & 32 bit programmateller                                         |                    |               |               |                   |                   |                                         |                                         |
| Acorn Risc PC                                                                   | 1994               | 3.50          | 3.71          | 4.00              | 6.20              | 5.15                                    | 5.30/5.31                               |
| Acorn A7000 and A7000+                                                          | 1995 - 1997        | 3.60          | 3.71          | 4.00              | 6.20              | 5.15                                    | 5.30/5.31                               |
| Acorn Phoebe                                                                    | 1998 (geannuleerd) | 3.80 (Ursula) | 3.80 (Ursula) | n.v.t.            | n.v.t.            | n.v.t.                                  | n.v.t.                                  |
| MicroDigital Medi                                                               | 1998               | 3.71          | 3.71          | 4.02              | 6.20              | n.v.t.                                  | n.v.t.                                  |
| MicroDigital Mico                                                               | 1999               | n.v.t.        | n.v.t.        | 4.03              | 4.39              | n.v.t.                                  | n.v.t.                                  |
| RiscStation R7500                                                               | 1999               | n.v.t.        | n.v.t.        | 4.03              | 4.39              | n.v.t.                                  | n.v.t.                                  |
| Castle Kinetic RiscPC                                                           | 2000               | n.v.t.        | n.v.t.        | 4.03              | 6.20              | 5.19                                    | 5.30/5.31                               |
| MicroDigital Omega                                                              | 2003               | n.v.t.        | n.v.t.        | 4.03              | 4.39              | n.v.t.                                  | n.v.t.                                  |
| Advantage Six A75                                                               | 2004               | n.v.t.        | n.v.t.        | 4.39              | 4.39              | n.v.t.                                  | n.v.t.                                  |
| ARM met een 32-bit programmateller (ARMv7 of meer, ARMv6 of ARMv5 waar vermeld) |                    |               |               |                   |                   |                                         |                                         |
| Iyonix Ltd Iyonix PC (ARMv5)                                                    | 2002               | n.v.t.        | n.v.t.        | n.v.t.            | n.v.t.            | 5.01                                    | 5.30/5.31                               |
| Advantage Six A9 (Home/RM/Loc) (ARMv5)                                          | 2005               | n.v.t.        | n.v.t.        | 4.42              | 4.42              | n.v.t.                                  | n.v.t.                                  |
| BeagleBoard                                                                     | 2008               | n.v.t.        | n.v.t.        | n.v.t.            | n.v.t.            | 5.15                                    | 5.30/5.31                               |
| Always Innovating Touch Book                                                    | 2009               | n.v.t.        | n.v.t.        | n.v.t.            | n.v.t.            | 5.15                                    | 5.30/5.31                               |
| OpenPandora's Pandora                                                           | 2010               | n.v.t.        | n.v.t.        | n.v.t.            | n.v.t.            | 5.17                                    | 5.30/5.31                               |
| PandaBoard                                                                      | 2011               | n.v.t.        | n.v.t.        | n.v.t.            | n.v.t.            | 5.17                                    | 5.30/5.31                               |
| Raspberry Pi (ARMv6, v7-A, v8-A)                                                | 2012               | n.v.t.        | n.v.t.        | n.v.t.            | n.v.t.            | 5.19                                    | 5.30/5.31                               |
| Titanium                                                                        | 2015               | n.v.t.        | n.v.t.        | n.v.t.            | n.v.t.            | 5.23                                    | 5.30/5.31                               |
| Wandboard                                                                       | 2018               | n.v.t.        | n.v.t.        | n.v.t.            | n.v.t.            | 5.23                                    | 5.31                                    |
| Pinebook                                                                        | 2022               | n.v.t.        | n.v.t.        | n.v.t.            | n.v.t.            | 5.29                                    | 5.31                                    |

Merk op dat RISC OS Open de 'even nummers zijn stabiel' versie nummering gebruikt na versie 5.14, dus bij twee vermeldingen is de ene de laatste stabiele en de andere de laatste ontwikkelversie.
RISC OS is ook gebruikt door zowel Acorn als Pace Micro Technology in diverse settopboxen onder de naam NCOS.
RISC OS kan ook draaien op verschillende computer-systeem emulatoren die bovenstaande Acorn machines emuleren.
| Emulator      | Machines geëmuleerd        | Ondersteunde gastplatforms      | Recenste uitgave        |
| ------------- | -------------------------- | ------------------------------- | ----------------------- |
| !A310Emu      | Archimedes                 | RISC OS                         |                         |
| Archie        | Archimedes                 | Windows, DOS                    | 0.9 – 10 Februari 2001  |
| ArcEm         | Archimedes                 | Windows, Linux, Mac OS, RISC OS | 1.50 – 16 december 2012 |
| Arculator     | Archimedes                 | Windows, Linux                  | 2.0 – 9 november 2019   |
| Virtual A5000 | Archimedes                 | Windows                         | 1.4                     |
| Red Squirrel  | Archimedes, Risc PC, A7000 | Windows                         | 0.6 – 28 oktober 2002   |
| RPCEmu        | Risc PC, A7000, Phoebe     | Windows, Linux, Mac OS, OpenBSD | 0.9.3 – 7 mei 2020      |
| VirtualRPC    | Risc PC                    | Windows, Mac OS                 | 5 september 2014        |

## Gebruikersclubs
- HCC RISC OS Gebruikers Groep, de gebruikersgroep binnen de Hobby Computer Club (binnen de HCC geen activiteit meer sinds 2008)
- ACorner, de gebruikersclub van RISC OS in Limburg
- Big Ben Club, de landelijke gebruikersvereniging voor Acorn- en RISC OS-gebruikers

## Meer informatie
- RISC OS 5, RISC OS Open[34]
- RISC OS 6[35]

## Voetnoten
1. ↑  RISC OS is open for business!, RISC OS Open Ltd, accessed 2018-10-23
2. ↑  RISCOS Ltd
3. ↑  (en) Castle buys RISC OS from Pace Drobe.co.uk, Published: 4th Jul 2003
4. ↑  http://www.riscosopen.org/
5. ↑  Base Licence Castle Technology Ltd
6. 1 2  
Chris's Acorns – Risc PC
7. 1 2 3 4 5 6  RISC OS Six Frequently Asked Questions
8. 1 2  Chris's Acorns: Acorn A7000. computinghistory.org.uk. Gearchiveerd op 14 mei 2022.
9. 1 2  Chris's Acorns: Acorn A7000+. computinghistory.org.uk. Gearchiveerd op 14 mei 2022.
10. ↑  herverpakte A7000+
11. 1 2  Chris's Acorns: MicroDigital. computinghistory.org.uk.
12. 1 2  Chris's Acorns: MicroDigital. computinghistory.org.uk.
13. 1 2  Chris's Acorns: RISC OS After Acorn. computinghistory.org.uk.
14. ↑  The Icon Bar: Castle reveal Kinetic to the press. iconbar.com. Gearchiveerd op 20 juni 2021.
15. ↑  Bugs and sources:. RISC OS Open (28 maart 2013). Gearchiveerd op 13 april 2015. Geraadpleegd op 2 september 2013.
16. ↑  Omega production saga continues - Drobe.co.uk archives. drobe.co.uk. Gearchiveerd op 16 maart 2012. Geraadpleegd op 24 oktober 2015.
17. ↑  Chris's Acorns: MicroDigital. computinghistory.org.uk.
18. ↑  A75 is ARM7500FE ruggable - Drobe.co.uk archives. drobe.co.uk. Gearchiveerd op 16 oktober 2015. Geraadpleegd op 24 oktober 2015.
19. ↑  Advantage6: Thea75. advantagesix.com. Gearchiveerd op 18 april 2021.
20. ↑  Farrell, Nick, Snaps leak of RISC OS5 on BeagleBoard. The Inquirer (27 april 2009). Gearchiveerd op 19 mei 2009. Geraadpleegd op 28 juni 2011. “A snap of an RISC OS 5, running on a BeagleBoard device powered by a 600MHz ARM Cortex-A8 processor with a built-in graphics chip, has tipped up on the world wide wibble. The port developed by Jeffrey Lee is a breakthrough for the shared-source project because it has ported the OS without an army of engineers.”
21. ↑  RISC OS Open: Forum: Let's get started with a Pandora port. riscosopen.org. Gearchiveerd op 8 maart 2021.
22. ↑  Lee, Jeffrey, Have I Got Old News For You. The Icon Bar (2 August 2011). Gearchiveerd op 16 september 2011. Geraadpleegd op 28 september 2011. “[...] Willi Theiss has recently announced that he's been working on a port of RISC OS to the PandaBoard [...]”
23. ↑  Holwerda, Thom, Raspberry Pi To Embrace RISC OS. OSNews (31 October 2011). Gearchiveerd op 2 november 2011. Geraadpleegd op 1 november 2011.
24. ↑  Raspberry Pi B+ (15 July 2014). Gearchiveerd op 25 juli 2014. Geraadpleegd op 13 August 2014.
25. ↑  Preview of a whole new RISC OS platform (23 October 2015). Gearchiveerd op 24 november 2015. Geraadpleegd op 23 October 2015.
26. ↑  iMx6 (26 January 2018). Gearchiveerd op 9 november 2018. Geraadpleegd op 26 January 2018.
27. ↑  Pinebook port (8 september 2023). Geraadpleegd op 19 september 2023.
28. ↑  Archie - Acorn Archimedes Emulator. Web.archive.org (12 augustus 2001). Gearchiveerd op 6 februari 2004. Geraadpleegd op 2 september 2013.
29. ↑  ArcEm - The Acorn Archimedes Emulator. Arcem.sourceforge.net. Gearchiveerd op 9 augustus 2013. Geraadpleegd op 2 september 2013.
30. ↑  Arculator - The Acorn Archimedes Emulator. B-em.bbcmicro.com. Gearchiveerd op 14 mei 2020. Geraadpleegd op 28 april 2020.
31. ↑  Red Squirrel Acorn Archimedes Emulator. Redsquirrel.fsnet.co.uk. Gearchiveerd op 27 december 2005. Geraadpleegd op 2 september 2013.
32. ↑  RPCEmu. Marutan.net. Gearchiveerd op 31 oktober 2020. Geraadpleegd op 27 oktober 2020.
33. ↑  VirtualAcorn. virtualacorn.co.uk.
34. ↑  http://www.riscosopen.org
35. ↑  http://www.riscos.com/riscos/600/